# Henrietta Rae
Henrietta Emma Ratcliffe Rau (Hammersmith 30 de desembre de 1859-26 de gener de 1928) va ser una pintora anglesa que va néixer en l'últim període de l'era victoriana.

## Biografia
Henrietta Rae va néixer en Grove Villas, en Hammersmith, Anglaterra, en el si de la família formada per Thomas Rau i Anne Eliza (Greus de soltera). Va rebre educació artística des de molt petita, ja que la seva mare esperava d'ella una carrera musical, mentre que Henrietta va preferir decantar-se per la pintura. Entre altres centres d'estudis va estar a l'escola d'art de Queen Suare, a l'escola d'art Heatherley i en el museu britànic.
Un dels seus mestres va ser Lawrence Alma-Tadema va ser un gran inspirador de la seva obra, com també ho van anar William Powell Frith i Frank Bernard Dicksee. La qualitat de la seva pintura va fer que aviat es guanyés el reconeixement, sobretot pels temes clàssics de les seves pintures i els seus significats alegóricos.
Va realitzar la seva primera exposició en 1881 en la Royal Academy of Arts amb el Retrat de la Senyora Warman.
En 1884 va contreure matrimoni amb l'artista Ernest Normand (1857-1923), pare dels seus dos fills, però no va canviar el seu cognom en part per mantenir la reputació que ja havia adquirit com a artista, de fet en aquest mateix any la seva obra “Lancelot i Elaine” va tenir un gran reconeixement per part de la Royal Academy, i en part per ser defensora del moviment feminista.
La nova família es va establir en Holland Park,  Kensington, propers al mentor i amic de Henrietta, Sir Frederic Leighton, que va arribar a ser president de la Royal Academy of Arts, i de qui va tenir una gran influència artística.
En 1890 la família viatja a Paris on Henrietta estudia en la Académie Julian, que admetia a dones.
En 1894 va exposar “Psique davant el Tron de Venus” en la Royal Academy, que va ser considerada una obra d'art seriosa i acabaria sent comprada pel col·leccionista d'art George McCulloch (1848-1907).
En 1897 Henrietta Rae organitza una exposició exclusivament d'artistes femenines fent-la coincidir amb l'aniversari de la reina Victoria.
El seu marit, Ernest Normand va morir en 1923, mentre que ella va morir a la seva casa de Londres el 26 de gener de 1928, sent enterrada en el mausoleu de Normand en el cementiri de Brookwood en Surrey.
Són també obres seves:
- Love's young dream (1883)
- Elaine guarding the shield of Lancelot (1885)
- Ariadne (1885)
- Eurydice (1886)
- Psyche at the throne of Venus (1894)

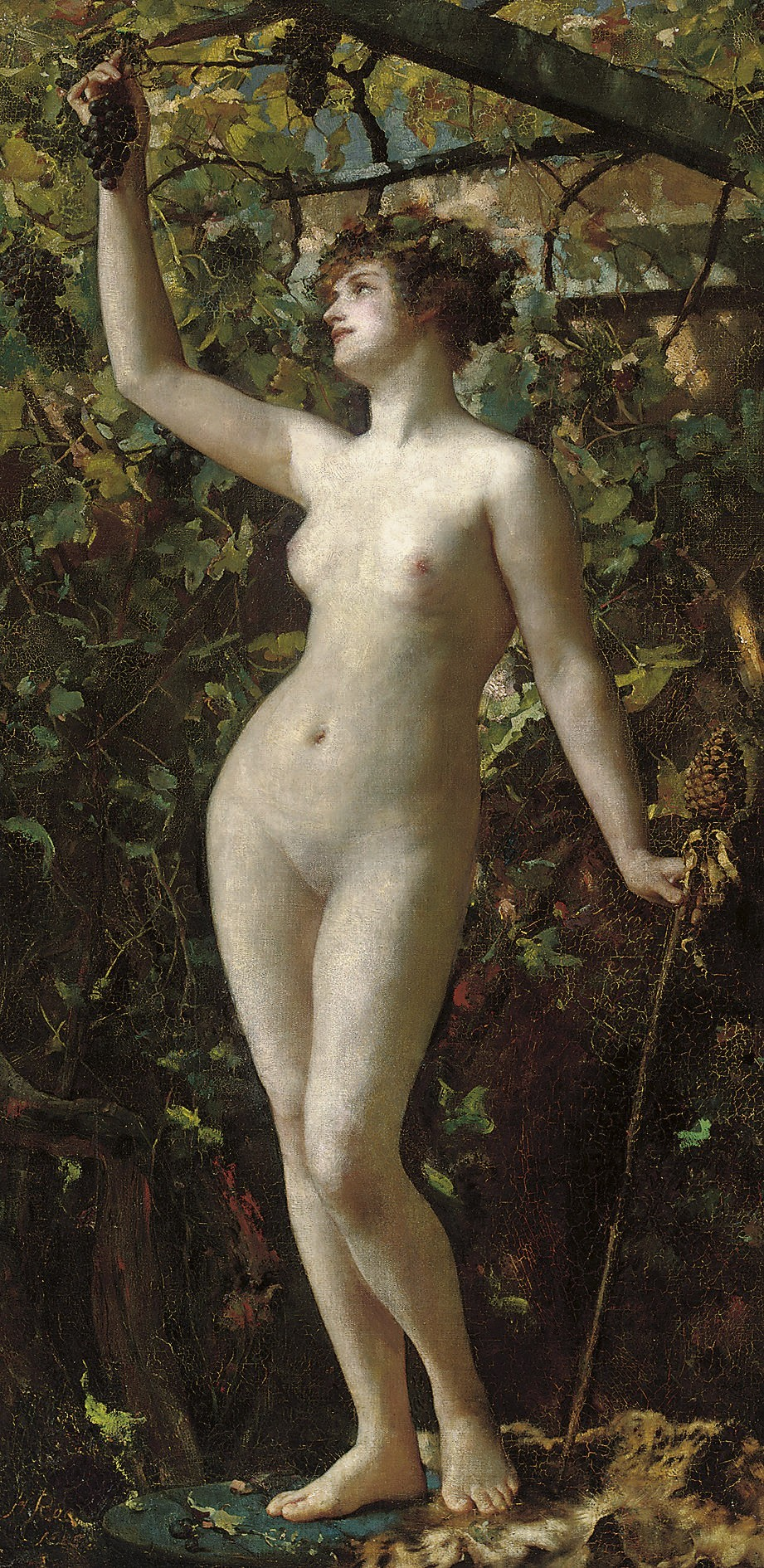
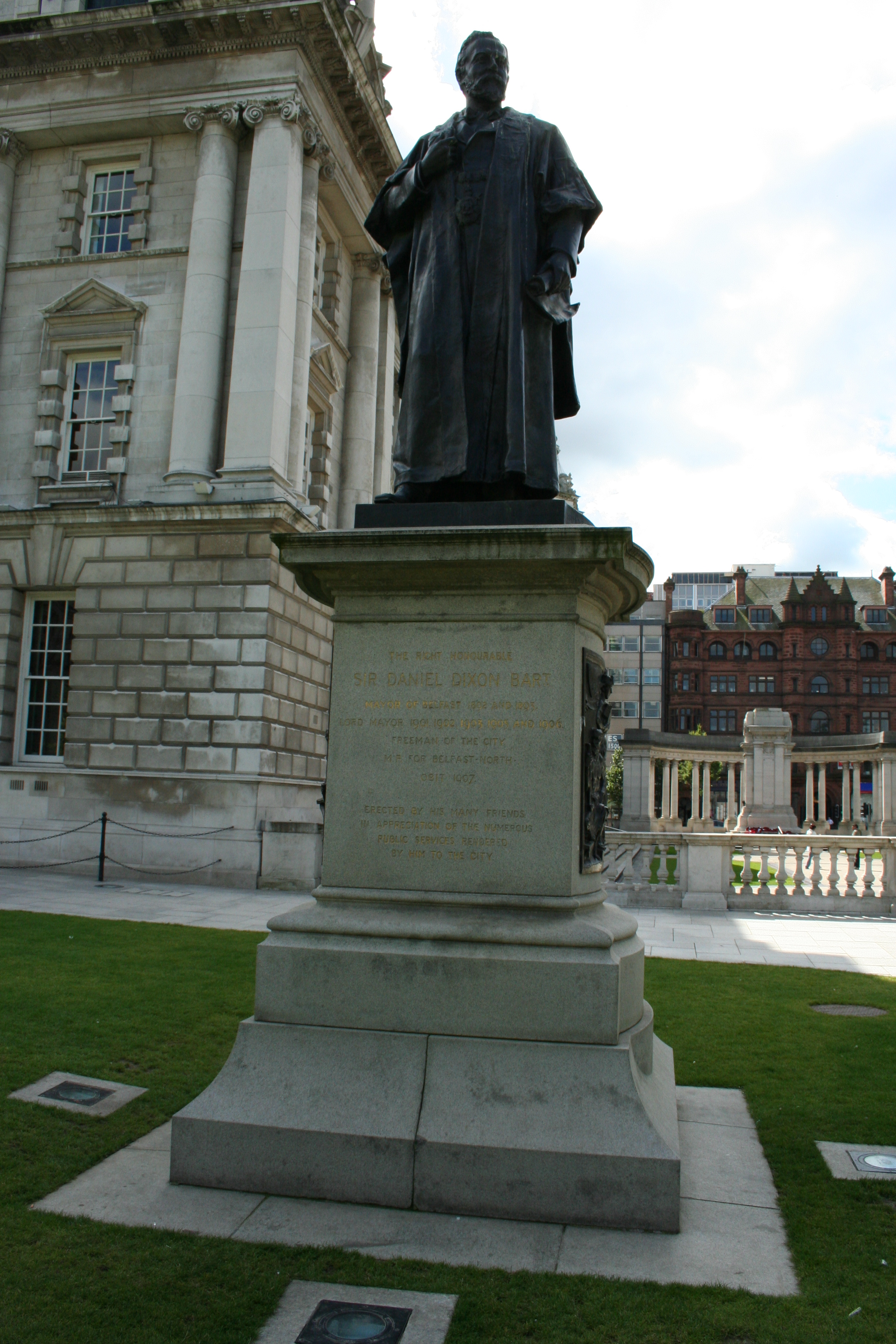
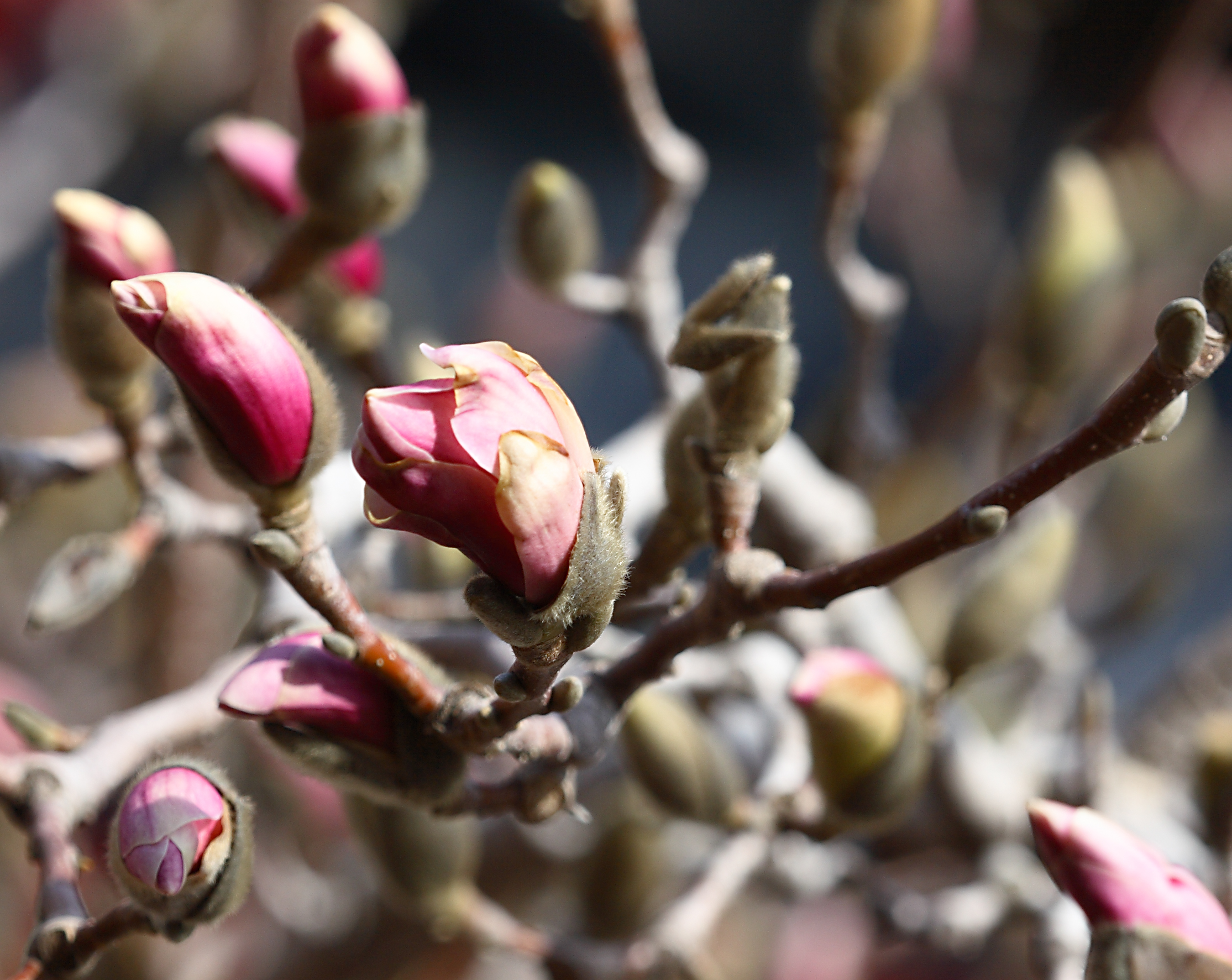
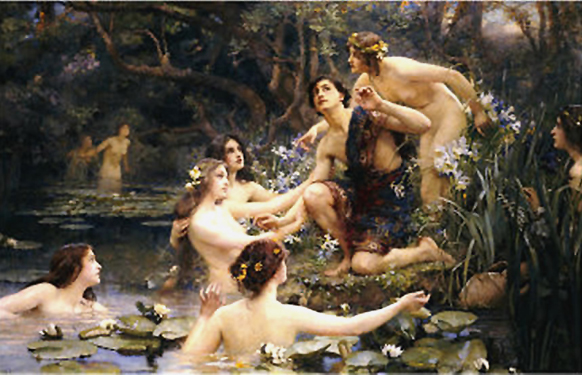
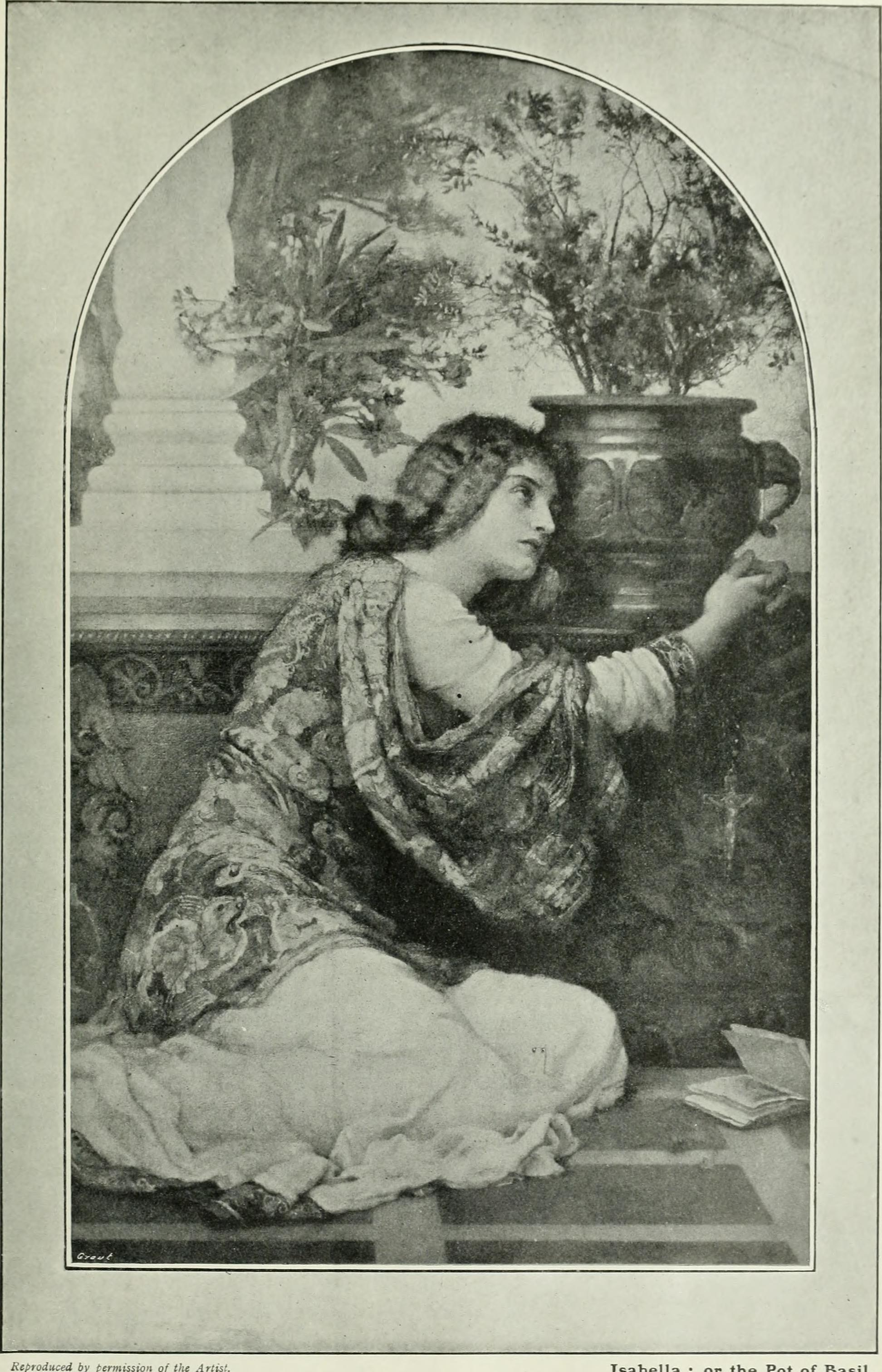
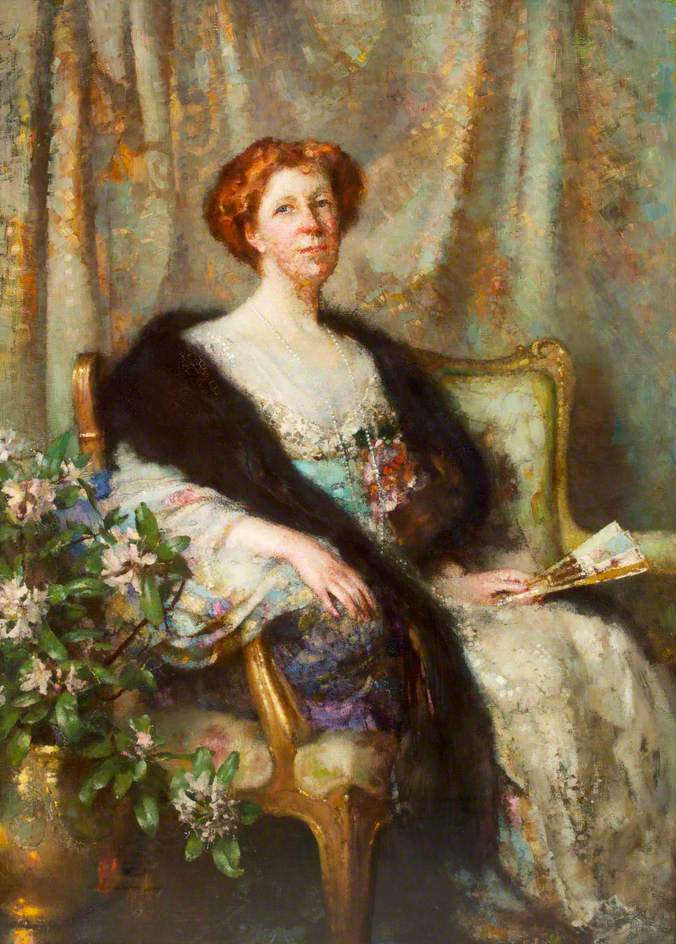
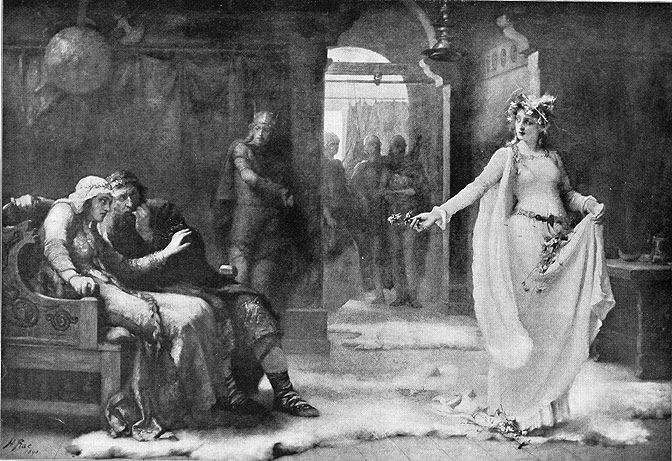
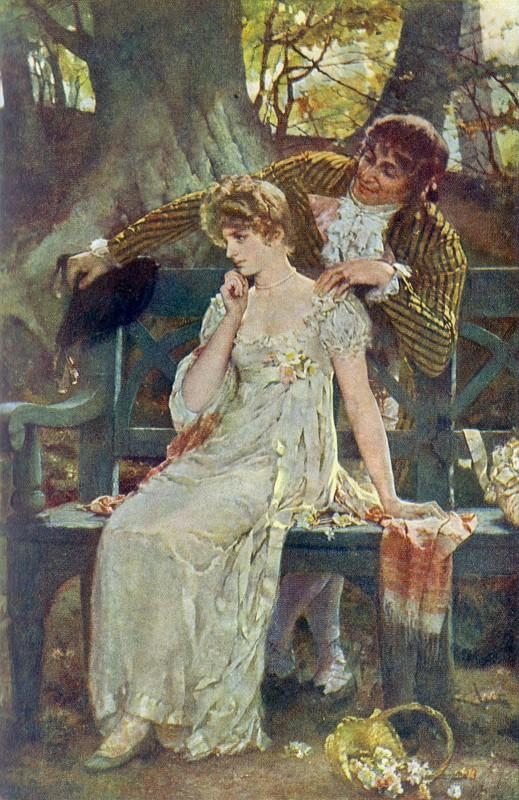
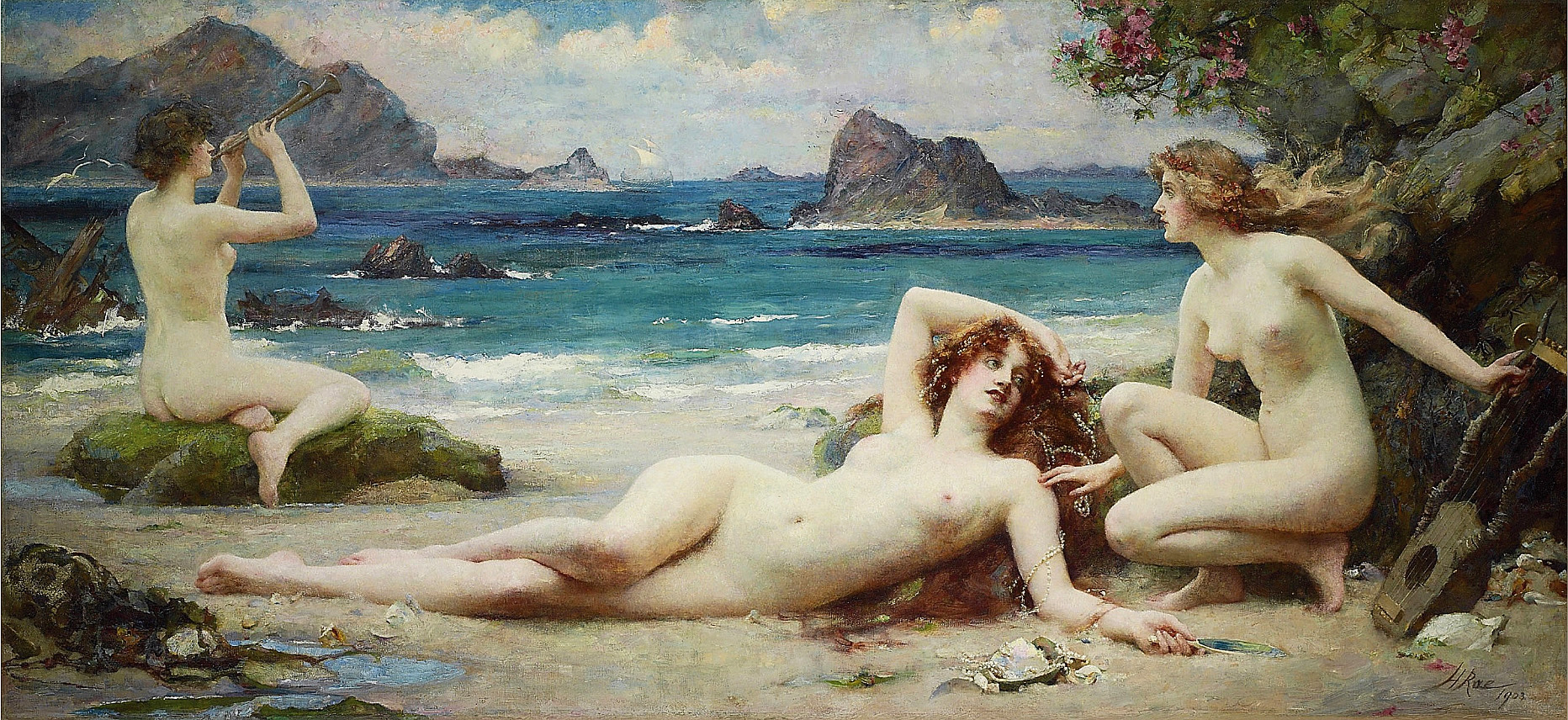
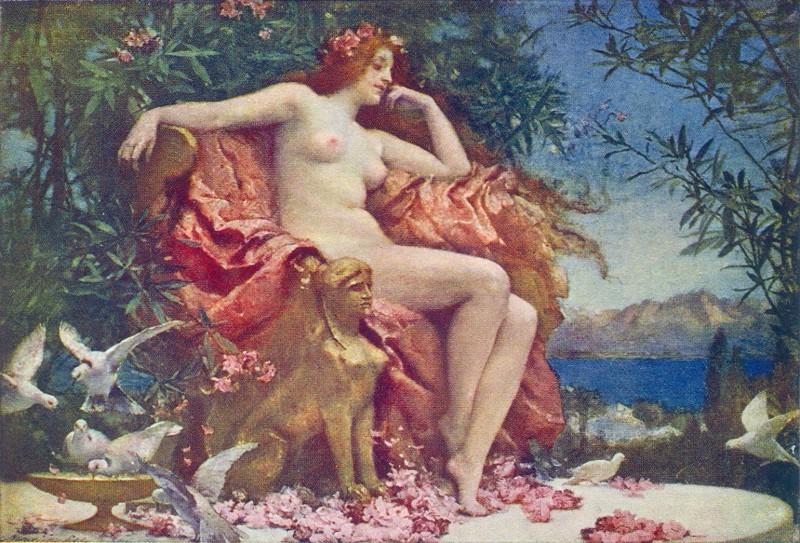

- Diana and Calisto (1899)
- Hylas and the water nymphs (1910)

## Reconeixement
Henrietta Rae va ser respectada com a pintora de retrats i imatges de gènere i va rebre medalles de la World's Columbian Exposition de Chicago de 1893 i de la París.